# Kresilas

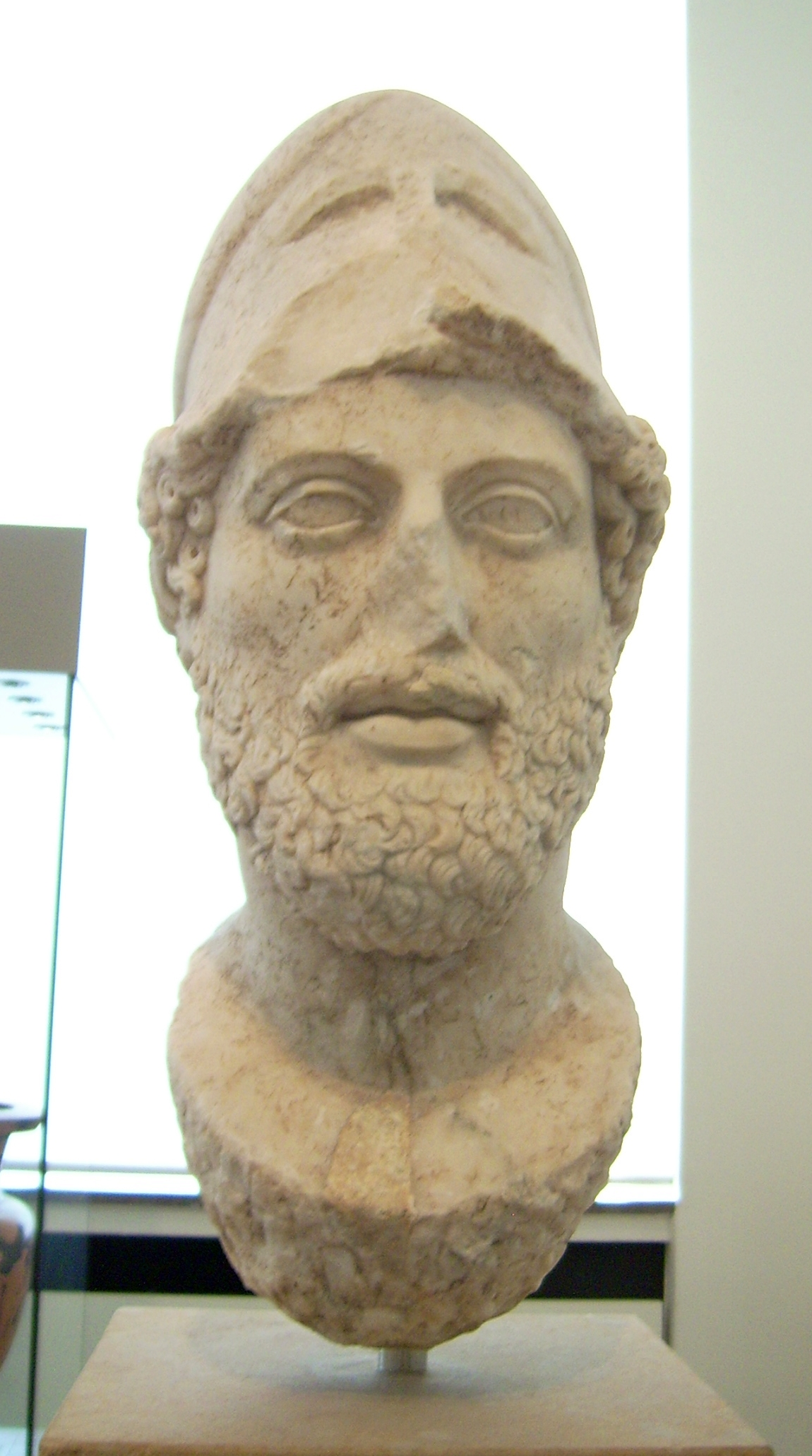
Römische Kopie nach der vermutlich von Kresilas geschaffenen Statue des Perikles, Exemplar der Antikensammlung Berlin

Kresilas (altgriechisch Κρησίλας) war ein griechischer Bronzebildner aus Kydonia. Er war um 450–420 v. Chr. in Delphi, Hermione und  Athen tätig.
Er war in Athen zur Zeit des Peloponnesischen Kriegs tätig. Er bildete unter anderem eine Statue des Perikles mit dem korinthischen Helm auf dem Kopf als äußeres Zeichen seiner Funktion eines Strategen, worauf die noch hier und da erhaltenen Porträtbüsten zurückzugehen scheinen, ferner einen sterbenden Verwundeten und in Konkurrenz mit Pheidias und Polyklet eine verwundete Amazone für Ephesos. Wahrscheinlich ist das Motiv der Letzteren in den mehrfach vorkommenden Wiederholungen einer verwundeten Amazone erhalten.
Als Beispiel sei hier die von Plinius dem Älteren bezeugte verwundete Amazone (volnarata) aus den Vatikanische Museen in Rom (Typ Sosikles) genannt.